# Steuart Smith
Pour les articles homonymes, voir Smith.
Steuart Smith est un guitariste, multi-instrumentiste, chanteur, compositeur et producteur américain.

## Biographie
Smith est engagé par le groupe Eagles en 2001 après le départ de Don Felder, renvoyé du groupe cette année-là. Il partage les lignes principales de guitares avec Joe Walsh.  
En plus de jouer sur scène avec le groupe, il coécrit plusieurs chansons du nouvel album des Eagles Long Road out of Eden, sorti en 2007, partageant également les droits de productions avec les quatre membres et le batteur Scott Crago.
Smith joue également en tant que musicien sur les tournées solo de Don Henley, et occasionnellement sur des concerts de Glenn Frey.

## Discographie

### The Eagles
- Farewell 1 Tour: Live from Melbourne (2005)
- Long Road Out Of Eden (2007)